# Wiedemannia rhynchops
Wiedemannia rhynchops är en tvåvingeart som först beskrevs av Maksymilian Nowicki 1868.  Wiedemannia rhynchops ingår i släktet Wiedemannia och familjen dansflugor. Inga underarter finns listade i Catalogue of Life.